# Vláda Helle Thorningové-Schmidtové

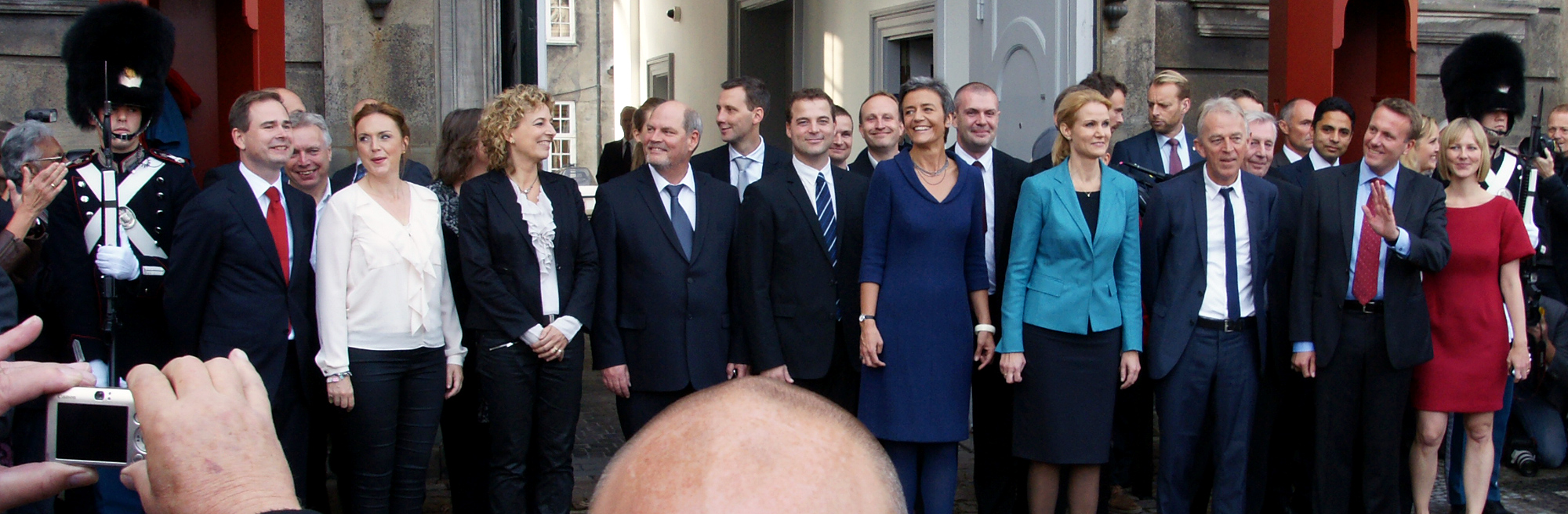
Členové vlády, Helle Thorningová-Schmidtová čtvrtá zprava vpředu

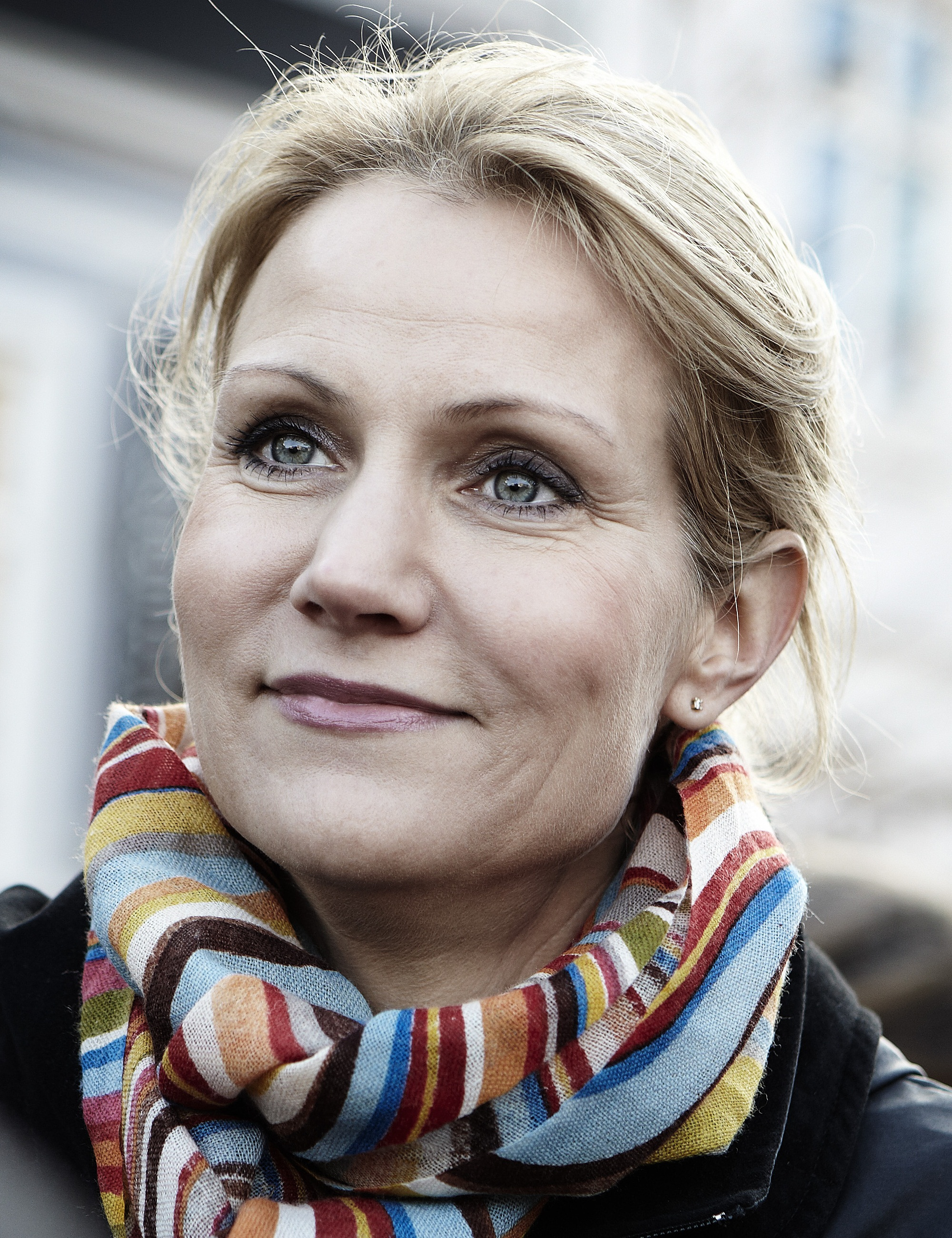
Předsedkyně vlády Helle Thorningová-Schmidtová (2010)

Vláda Helle Thorningové-Schmidtové je od 3. října 2011 do 28. října 2015 vládou Dánského království. Vládu tvořila koalice tří levicových stran: Sociální demokraté (S), Radikální levice (RV) a Socialistické lidové strany (SF).
Vládu sestavila předsedkyně Sociálních demokratů Helle Thorningová-Schmidtová, i když její strana skončila ve volbách v září 2011 až druhá za vítěznou pravicovou stranou Levice.

## Složení vlády
| Portfej                                                                | Ministr                      | Strana | Strana | Nástup do úřadu | Odchod z úřadu |
| ---------------------------------------------------------------------- | ---------------------------- | ------ | ------ | --------------- | -------------- |
| Předsedkyně vlády                                                      | Helle Thorningová-Schmidtová |        | S      | 3. října 2011   | úřadující      |
| Ministryně hospodářství a vnitra                                       | Margrethe Vestagerová        |        | RV     | 3. října 2011   | úřadující      |
| Ministr zahraničních věcí                                              | Villy Søvndal                |        | SF     | 3. října 2011   | úřadující      |
| Ministryně sociálních věcí a integrace                                 | Karen Hækkerupová            |        | S      | 3. října 2011   | úřadující      |
| Ministr financí                                                        | Bjarne Corydon               |        | S      | 3. října 2011   | úřadující      |
| Ministr spravedlnosti                                                  | Morten Bødskov               |        | S      | 3. října 2011   | úřadující      |
| Ministr obrany                                                         | Nick Hækkerup                |        | S      | 3. října 2011   | úřadující      |
| Ministr kultury                                                        | Uffe Elbæk                   |        | RV     | 3. října 2011   | úřadující      |
| Ministryně životního prostředí                                         | Ida Aukenová                 |        | SF     | 3. října 2011   | úřadující      |
| Ministr daní                                                           | Thor Möger Pedersen          |        | SF     | 3. října 2011   | úřadující      |
| Ministryně obchodu a investicí                                         | Pia Olsenová-Dyhrová         |        | SF     | 3. října 2011   | úřadující      |
| Ministryně školství a mládeže                                          | Christine Antoriniová        |        | S      | 3. října 2011   | úřadující      |
| Ministryně výživy, zemědělství a rybolovu                              | Mette Gjerskovová            |        | S      | 3. října 2011   | úřadující      |
| Ministr výzkumu, inovací a vysokých škol                               | Morten Østergaard            |        | RV     | 3. října 2011   | úřadující      |
| Ministr pro rozvojovou politiku                                        | Christian Friis Bach         |        | RV     | 3. října 2011   | úřadující      |
| Ministr pro rovnoprávnost pohlaví a církve Ministr severské spolupráce | Manu Sareen                  |        | RV     | 3. října 2011   | úřadující      |
| Ministr klimatu, energetiky a výstavby                                 | Martin Lidegaard             |        | RV     | 3. října 2011   | úřadující      |
| Ministr dopravy                                                        | Henrik Dam Kristensen        |        | S      | 3. října 2011   | úřadující      |
| Ministryně zdravotnictví a prevence                                    | Astrid Kragová               |        | SF     | 3. října 2011   | úřadující      |
| Ministr pro evropské záležitosti                                       | Nicolai Wammen               |        | S      | 3. října 2011   | úřadující      |
| Ministryně práce                                                       | Mette Frederiksenová         |        | S      | 3. října 2011   | úřadující      |
| Ministr pro města, bytovou politiku a venkov                           | Carsten Hansen               |        | S      | 3. října 2011   | úřadující      |
| Ministr průmyslu a ekonomického růstu                                  | Ole Sohn                     |        | SF     | 3. října 2011   | úřadující      |